# René Monory
René Claude Aristide Monory (Loudun, 6 giugno 1923 – Loudun, 11 aprile 2009) è stato un politico francese gollista.
Di umili origini, formatosi come meccanico d'auto, divenne commerciante di automobili e prodotti agricoli.
In seguito impegnato in politica, fu in particolare sindaco di Loudun, presidente del consiglio generale della Vienne e presidente del Consiglio regionale del Poitou-Charentes. In quanto tale, è stato uno dei fondatori del Futuroscope a Poitiers.
Il presidente Valéry Giscard d'Estaing lo nominò ministro dell'industria, del commercio e dell'artigianato nel 1977 e poi ministro dell'economia nel 1978. Durante la prima coabitazione, dal 1986 al 1988, fu ministro dell'educazione nazionale nel secondo governo di Jacques Chirac, dove dovette affrontare grandi manifestazioni studentesche in occasione della presentazione del disegno di legge Devaquet.
Dal 2 ottobre 1992 al 30 settembre 1998 è stato presidente del Senato, il terzo dalla fondazione della Quinta Repubblica francese nel 1958.

## Biografia
Interrompe il suo percorso scolastico a 15 anni per andare a lavorare presso l'autofficina di suo padre, che negli anni successivi potenzierà fino a farla diventare una delle concessionarie più redditizie della regione Poitou-Charentes.

## Carriera politica

### Primi incarichi politici locali, dipartimentali e regionali
Centrista, è consigliere comunale di Loudun dal 1955. Eletto sindaco nel 1959, incarico che mantiene ininterrottamente fino al 1999. Consigliere generale della Vienne dal 1961 al 2004. Nel 1977 è eletto presidente del consiglio generale, carica che conserverà fino al 2004. È il promotore del parco Futuroscope di Poitiers inaugurato nel 1987. Dal 1985 al 1986 è presidente della regione Poitou-Charentes.

### Vicepresidente del CDS e senatore
Membro dell'UDF fin dalla sua fondazione nel 1978, è primo vice presidente del Centro dei Democratici Sociali (CDS) dal 1984 al 1995.
Eletto senatore della Vienne il 22 settembre 1968, aderisce al gruppo centrista. Uomo dotato di un eccezionale buon senso, pur essendo dotato di un curriculum scolastico modestissimo dimostra di possedere la piena padronanza dei dossier più complessi.

### Ministro con Giscard e con Mitterrand
Con l'elezione di Valéry Giscard d'Estaing alla presidenza della Repubblica nel 1974, la personalità equilibrata e consensuale di Monory assume un maggiore peso politico. Essendo stato nominato il 29 marzo 1977 ministro dell'Industria, commercio e artigianato nel governo di Raymond Barre, deve lasciare il Senato per rispetto delle regole sull'incompatibilità. Il 31 marzo 1978 passa al ministero dell'Economia e delle finanze, incarico che mantiene ininterrottamente fino al 22 maggio 1981. Rieletto senatore il 19 settembre 1981, il 20 marzo 1986 è nominato ministro dell'Educazione nazionale nel governo di coabitazione di Jacques Chirac e, di conseguenza, il mese successivo lascia il Senato.
Mantiene l'incarico fino al 10 maggio 1988 allorquando Chirac, battuto alle elezioni presidenziali, deve rassegnare le dimissioni del suo governo a François Mitterrand rieletto presidente della Repubblica. Torna quindi al Senato il 4 settembre 1988. Rieletto il 24 settembre 1995 per un mandato di nove anni, non si ripresenta alle elezioni per il rinnovo parziale del Senato del 30 settembre 2004.

### Presidente del Senato
Con 200 voti contro 76 per il candidato socialista Claude Estier è eletto presidente del Senato il 2 ottobre 1992, succedendo ad Alain Poher da tempo non più in grado di svolgere il suo incarico a causa delle conseguenze della malattia di Alzheimer. La sua elezione rappresenta uno smacco per l'allora capogruppo del RPR Charles Pasqua, che è battuto al primo scrutinio.
Il 2 ottobre 1995 Monory è rieletto per un altro triennio. Visibilmente invecchiato, in quel periodo incominciano a manifestarsi i primi sintomi della malattia di Parkinson, che in seguito sarà la causa della sua morte. Il 1º ottobre 1998, al primo scrutinio delle elezioni per il rinnovo della presidenza del Senato, il suo principale contendente, il candidato dell'Unione per un Movimento Popolare (UMP) Christian Poncelet, riesce inaspettatamente a superarlo di 16 voti, con la conseguenza di costringerlo al ritiro.

## Ritiro dalla vita politica
Dopo la conclusione della sua attività politica, René Monory visse nella sua tenuta a Beaurepaire, a pochi chilometri dal centro di Loudun. Nell'agosto 2008, René Monory, le cui condizioni di salute si erano deteriorate drasticamente a partire dal 2007, fu ricoverato per problemi respiratori presso l'Ospedale universitario di Poitiers.
Morì a Loudun l'11 aprile 2009, dopo una lunga malattia, all'età di 85 anni. Il suo funerale si è tenuto nella chiesa di Saint-Pierre a Loudun il 16 aprile, alla presenza del presidente della Repubblica Nicolas Sarkozy, del primo ministro François Fillon, del presidente del Senato Gérard Larcher e del presidente dell'Assemblea nazionale Bernard Accoyer. Alla cerimonia hanno partecipato anche Valéry Giscard d'Estaing, Christian Poncelet, Jean-Pierre Raffarin, Roger Karoutchi, Simone Veil, François Bayrou e Yves Guéna. È sepolto nel cimitero comunale.

## Vita privata
L'8 giugno 1945 a Loudun, René Monory sposò Suzanne Jeanne Odette Cottet (1921-2016). Da questo matrimonio nacque una figlia, di nome Michèle (1951-2023), che divenne designer di gioielli. Madre di due ragazzi, è morta in un incidente aereo insieme al giornalista Gérard Leclerc nell'agosto 2023 a 72 anni: i suoi funerali hanno avuto luogo il 25 agosto nel cimitero del comune di Loudun (Vienne).
Grande sportivo, era appassionato di sport motoristici, tennis da tavolo, caccia e pesca d'altura. Nel 1990 ha creato il circuit du Val de Vienne, un circuito automobilistico situato nel comune di Le Vigeant. È stato campione del mondo di pesca d'altura, avendo catturato un pesce spada e un marlin vela di 47 kg, con una lenza da 12 libbre (circa 6 kg di resistenza alla trazione).